# Civilization VI: Gathering Storm
Sid Meier’s Civilization VI: Gathering Storm (рус. Цивилизация Сида Мейера: Надвигающаяся Буря) — второе дополнение к пошаговой стратегической видеоигре Civilization VI . Релиз состоялся 14 февраля 2019 года, примерно через год после выхода первого дополнения Rise and Fall. Дополнение доступно для Windows, macOS и Linux. Оно вводит новые игровые механики, цивилизации, лидеров и чудеса. Ключевые нововведения — механика стихийных бедствий и система выбросов парниковых газов, которые приводят к изменению климата и связанным с ним последствиям. После выхода дополнение получило в целом положительные отзывы.

## Геймплей
Основное внимание в дополнении Gathering Storm уделяется обогащению игрового мира за счёт погодных явлений и влияния человеческой деятельности на ход партии и её поздние этапы. Со временем игроку предстоит столкнуться с изменениями окружающей среды — как со случайными, так и вызванными его собственными экологическими решениями. 
В дополнении представлены различные стихийные бедствия: извержения вулканов, речные наводнения, повышение уровня моря, ураганы, пыльные бури, снежные бури, торнадо и засухи. Эти стихийные бедствия могут быть как опасными, так и полезными для игрока: разливы рек могут повреждать сооружения на берегах, но оставлять после себя более плодородную почву. Извержения вулканов выжигают соседние клетки, но оставляют ценные залежи полезных ископаемых. 
Динамическая климатическая система отслеживает увеличение уровня углекислого газа в атмосфере — эта характеристика становится важной в промышленную эпоху. На неё влияет строительство фабрик, использующих нефть и уголь, и вырубка лесов. Если игрок не будет контролировать этот процесс, он приведёт к глобальному потеплению, таянию полярных шапок и повышению уровня моря. Дополнение предусматривает три стадии затопления клетки морем — на первых порах временное наводнение лишь повреждает сооружения на клетках, но позже клетка может полностью погрузиться в море. Центры городов не могут погрузиться под воду, но затопление окрестных клеток существенно ухудшает для них жизнь. Игрок может противодействовать наводнениям, строя прибрежные дамбы, но эффективнее выращивать леса и исследовать экологически чистые источники энергии. Энергетика влияет на производство на поздних этапах игры — производительность заводов, не подключённых к электростанциям, сильно падает. Запасы нефти и угля можно быстро истощить, но игрок может пройти игру, вообще не используя эти невозобновимые ресурсы. В дополнении вновь появляется «Эпоха Будущего» с добавлением новых технологий и социальных институтов, которые будут открываться случайным образом. 
Генерация мира также претерпела изменения: новые ландшафтные особенности — геотермальные поля и вулканы — появляются вдоль горных хребтов, разделяющих континенты, а поймы формируются в крупных скоплениях исключительно вдоль рек. Горные хребты, реки, вулканы и пустыни теперь получают названия в честь цивилизации, которая их обнаружила. Например, реку, открытую англичанами, можно назвать Темзой, а реку, открытую французами — Сеной.
Дипломатия также была переработана. Для начала войны с другой страной нужны очки «претензий» — если начать войну без них, международное сообщество сочтёт войну актом агрессии и может сплотиться против агрессора, даже создать военный блок. Эти «претензии» могут появляться за враждебные действия со стороны противника — например, пересечение границы военным отрядом или нарушение обещания не строить города близ границы. Очки претензий имеют ограниченный срок действия и пропадают со временем. Из предыдущих игр серии вернулся Всемирный конгресс и дипломатическая победа. Для того, чтобы одержать такую победу, игроку нужно накопить определённое количество очков дипломатической победы, которые можно заработать различными способами, а также неоднократно побеждать в голосованиях, демонстрируя дипломатическое лидерство в различных эпохах. Склонить голосование в свою пользу позволяет мировое влияние — новая валюта, способная увеличить вес вашего голоса. Вместе с новой системой претензий она заменяет очки милитаризма в базовой игре. Всемирный конгресс предоставляет игрокам гораздо больше контроля над формированием резолюций: теперь их, как и мирные договоры, можно составлять из различных компонентов. Затем международное сообщество голосует, будет ли предложенная резолюция принята на сессии Всемирного конгресса.
Ряд систем из базовой игры и предыдущего дополнения Rise and Fall был изменён, включая добавление новых исторических моментов, нового губернатора, улучшения системы шпионажа и изменения условий научной и культурной победы.
Были представлены девять новых лидеров и восемь новых цивилизаций, а также множество новых юнитов, чудес света и природы, новая эра технологий и социальных институтов, а также два новых сценария — «Чёрная смерть» (для одиночной игры) и «Военная машина» (только для многопользовательской игры), основанные соответственно на одноимённой пандемии XIV века и немецко-французском конфликте Первой мировой войны в Бельгии.
Новые цивилизации включают, среди прочих:
- Венгрию, возглавляемую Матьяшем I Корвиным, который специализируется на найме юнитов из союзных городов-государств[8];
- Маори, возглавляемых Купе[англ.], которые начинают игру в море и поощряются сохранять окружающую среду[9];
- Канаду, возглавляемую Уилфридом Лорье, с уникальными юнитами и способностями на клетках с холодным климатом[10];
- Инков, возглавляемых Пачакутеком, получающих уникальные преимущества в гористой местности;
- Мали, возглавляемых Мансой Мусой, способных получать значительные богатства за счёт пустынь и торговых путей[11];
- Швецию, возглавляемую Кристиной, получающую бонусы к культуре, туризму и великим людям[12];
- Османскую империю, возглавляемую Сулейманом, обладающую значительными преимуществами при осаде городов, а также уникальным губернатором с дипломатическими и военными способностями[13];
- Финикию, возглавляемую Дидоной, с многочисленными бонусами от океанических клеток и возможностью свободно перемещать свою столицу[14];
- Алиенору Аквитанскую, которая может уникально возглавлять как Англию, так и Францию, и снижает лояльность городов, находящихся рядом с её шедеврами[15].

## Рецензии и оценки
| Сводный рейтинг       | Сводный рейтинг |
| Агрегатор             | Оценка          |
| --------------------- | --------------- |
| Metacritic            | 80/100          |
| «Критиканство»        | 82/100          |
| Иноязычные издания    |                 |
| Издание               | Оценка          |
| Game Informer         | 8.75/10         |
| GameSpot              | 9/10            |
| IGN                   | 8.5/10          |
| Jeuxvideo.com         | 15/20           |
| PCGamesN              | 7/10            |
| PC Gamer (US)         | 81/100          |
| Русскоязычные издания |                 |
| Издание               | Оценка          |
| Riot Pixels           | 65%             |
| StopGame.ru           | [ 24 ]          |
| «Мир фантастики»      | 9/10            |

Дополнение Gathering Storm получило в целом положительные отзывы критиков, по данным агрегатора рецензий Metacritic.

### Награды
Игра была номинирована в категориях «Лучшая оригинальная хоровая композиция» и «Лучший оригинальный саундтрек» на 18-й ежегодной премии G.A.N.G. Awards, в категории «Игра за гранью развлечений» на 16-й церемонии вручения наград Британской академии видеоигр (BAFTA), а также на звание «Саундтрек года к видеоигре» по версии Американского общества композиторов, авторов и издателей — ASCAP Composers’ Choice Awards.